# Easy Livin'
Easy Livin' is een nummer van de Britse band Uriah Heep. Het nummer verscheen op hun album Demons and Wizards uit 1972. In augustus van dat jaar werd het nummer uitgebracht als de tweede single van het album.

## Achtergrond
Uriah Heep bracht "Easy Livin'" uit in medio 1972, waarbij het de enige top 40-hit van de band werd in de Verenigde Staten met 39e plaats als hoogste notering. Ook in een aantal andere landen werd het een hit, maar opvallend genoeg niet in het Verenigd Koninkrijk, het thuisland van de band. Het nummer kende het grootste succes in de Nederlandse Top 40, waarin het tot een vijfde plaats kwam. Naast het nummer "The Wizard", de andere single van het album Demons and Wizards, zorgde "Easy Livin'" voor de doorbraak van de band.
In 1988 bracht Uriah Heep een liveversie van "Easy Livin'" uit van het album Live in Moscow, met Bernie Shaw als zanger van de in 1976 ontslagen en in 1985 overleden David Byron. In 2006 werd het compilatiealbum Easy Livin': Singles A's & B's vernoemd naar het nummer. In 2009 nam de band een nieuwe versie van het nummer op als onderdeel van het album Celebration.
Na "Lady in Black" is "Easy Livin'" het meest gecoverde nummer van Uriah Heep. Zo is het nummer opgenomen door onder anderen W.A.S.P., Angel Dust, Blackfoot en D. C. Cooper, terwijl James Last een instrumentale versie van het nummer opnam. In Nederland nam Shirley Zwerus een discoversie van het nummer op onder de titel "Easy Livin'/It's the Only Way".

## Hitnoteringen

### Nederlandse Top 40
| Hitnotering: 08-09-1973 t/m 03-11-1973 | Hitnotering: 08-09-1973 t/m 03-11-1973 | Hitnotering: 08-09-1973 t/m 03-11-1973 | Hitnotering: 08-09-1973 t/m 03-11-1973 | Hitnotering: 08-09-1973 t/m 03-11-1973 | Hitnotering: 08-09-1973 t/m 03-11-1973 | Hitnotering: 08-09-1973 t/m 03-11-1973 | Hitnotering: 08-09-1973 t/m 03-11-1973 | Hitnotering: 08-09-1973 t/m 03-11-1973 | Hitnotering: 08-09-1973 t/m 03-11-1973 | Hitnotering: 08-09-1973 t/m 03-11-1973 |
| Week                                   | 1                                      | 2                                      | 3                                      | 4                                      | 5                                      | 6                                      | 7                                      | 8                                      | 9                                      |                                        |
| -------------------------------------- | -------------------------------------- | -------------------------------------- | -------------------------------------- | -------------------------------------- | -------------------------------------- | -------------------------------------- | -------------------------------------- | -------------------------------------- | -------------------------------------- | -------------------------------------- |
| Nummer                                 | 23                                     | 11                                     | 8                                      | 5                                      | 5                                      | 10                                     | 19                                     | 35                                     | 39                                     | uit                                    |

### Daverende Dertig
| Hitnotering: 08-09-1973 t/m 20-10-1973 | Hitnotering: 08-09-1973 t/m 20-10-1973 | Hitnotering: 08-09-1973 t/m 20-10-1973 | Hitnotering: 08-09-1973 t/m 20-10-1973 | Hitnotering: 08-09-1973 t/m 20-10-1973 | Hitnotering: 08-09-1973 t/m 20-10-1973 | Hitnotering: 08-09-1973 t/m 20-10-1973 | Hitnotering: 08-09-1973 t/m 20-10-1973 | Hitnotering: 08-09-1973 t/m 20-10-1973 |
| Week                                   | 1                                      | 2                                      | 3                                      | 4                                      | 5                                      | 6                                      | 7                                      |                                        |
| -------------------------------------- | -------------------------------------- | -------------------------------------- | -------------------------------------- | -------------------------------------- | -------------------------------------- | -------------------------------------- | -------------------------------------- | -------------------------------------- |
| Positie                                | 29                                     | 10                                     | 8                                      | 5                                      | 5                                      | 8                                      | 19                                     | uit                                    |

### NPO Radio 2 Top 2000
| Nummer met noteringen in de NPO Radio 2 Top 2000 | '99 | '00 | '01 | '02 | '03 | '04 | '05 | '06 | '07 | '08 | '09 | '10 | '11 | '12 | '13 | '14 | '15 | '16 | '17 | '18 | '19 | '20 | '21 | '22 | '23 | '24 |
| ------------------------------------------------ | --- | --- | --- | --- | --- | --- | --- | --- | --- | --- | --- | --- | --- | --- | --- | --- | --- | --- | --- | --- | --- | --- | --- | --- | --- | --- |
| Easy Livin'                                      | 298 | 142 | 231 | 165 | 138 | 212 | 253 | 231 | 389 | 230 | 264 | 241 | 347 | 311 | 379 | 351 | 454 | 507 | 531 | 648 | 720 | 736 | 824 | 792 | 826 | 894 |

1. ↑  Een vetgedrukt getal geeft de hoogste notering aan.